# Сен-Лоран-сюр-Севр
Сен-Лоран-сюр-Севр (фр. Saint-Laurent-sur-Sèvre) — коммуна на западе Франции, регион Пеи-де-ла-Луар, департамент Вандея, округ Ла-Рош-сюр-Йон, кантон Мортань-сюр-Севр. Расположена в 10 км к югу от Шоле, в 57 км к северо-востоку от Ла-Рош-сюр-Йона и 63 км к юго-западу от Нанта, в 1 км от национальной автомагистрали N149, на левом берегу реки Севр-Нантез.
Население (2019) — 3 689 человек.

## Достопримечательности
- Базилика Святого Лаврентия
- Виадук Барбен

## Экономика
Структура занятости населения:
- сельское хозяйство — 2,1 %
- промышленность — 35,8 %
- строительство — 3,9 %
- торговля, транспорт и сфера услуг — 29,0 %
- государственные и муниципальные службы — 29,3 %

Уровень безработицы (2019) — 8,8 % (Франция в целом —  12,9 %, департамент Вандея — 10,5 %). 

Среднегодовой доход на 1 человека, евро (2019) — 22 180 (Франция в целом — 21 930, департамент Вандея — 21 550).

## Демография
Динамика численности населения, чел.

## Администрация
Пост мэра Сен-Лоран-сюр-Севра с 2020 года занимает Эрик Кудерк (Éric Couderc). На муниципальных выборах 2020 года возглавляемый им правый список был единственным.
| Период | Период | Фамилия         | Партия        | Примечания                      |
| ------ | ------ | --------------- | ------------- | ------------------------------- |
| 1971   | 1988   | Жозеф Реймон    |               |                                 |
| 1988   | 1989   | Моник Лепаньоль |               |                                 |
| 1989   | 2001   | Жан-Клод Бенето |               | учитель                         |
| 2001   | 2020   | Ги-Мари Моде    | Разные правые | преподаватель физики            |
| 2020   |        | Эрик Кудерк     | Разные правые | представитель корпопации Thales |

## Галерея

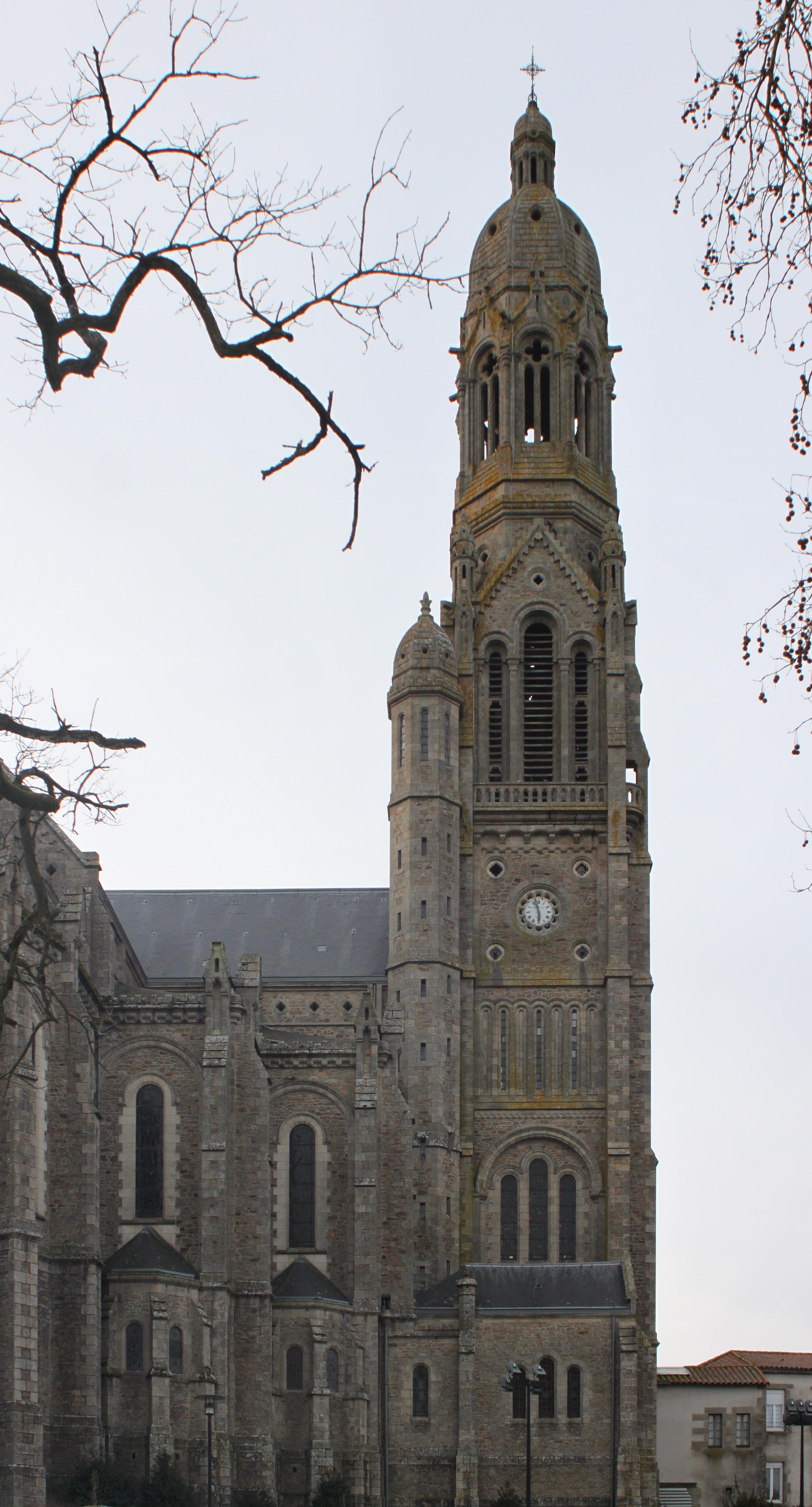
Базилика Святого Лаврентия